# ولی هد (ویرجینیای غربی)
ولی هد(به انگلیسی: Valley Head) شهری در ایالت ویرجینیای غربی کشور ایالات متحده آمریکا است که جمعیت آن در سرشماری سال ۲۰۱۰ میلادی، ۲۶۷ نفر بوده‌است.